# Belorado
Belorado es un municipio y localidad española de la provincia de Burgos, en la comunidad autónoma de Castilla y León. Ubicado al este de la provincia, próxima a La Rioja y en la falda de la sierra de la Demanda, al pie de los montes de Ayago. Se encuentra situado en la comarca de Montes de Oca, partido judicial de Briviesca, a 47,3 Kilómetros de Burgos. Su principal cauce fluvial es el río Tirón (afluente del Ebro), que nace en la sierra de la Demanda burgalesa. Es la capital de la subcomarca llamada La Riojilla Burgalesa. Cuenta con una población de 1836 habitantes (INE 2024).
Según la tradición popular, y parece ser que los vestigios arqueológicos lo confirman, el primitivo pueblo, de fundación romana, estuvo enclavado en la meseta cercana en la margen izquierda del río Tirón que llaman La Mesa, trasladándose al actual emplazamiento por razones que se desconocen. Desde esa altiplanicie se divisaba a la perfección el poblado celta, también germen del actual Belorado, ubicado en el término conocido como La Muela, en lo alto de la montaña que los lugareños llaman Cara del Indio. En la Edad Media llegó a ser una plaza importante a la que Alfonso I de Aragón concedió fueros. El primer fin de semana de junio, se celebra en la localidad la feria Alfonsina dónde entre otras muchas actividades se lleva a cabo la representación de la Entrega del Fuero.   
En 2015, en la aprobación por la Unesco de la ampliación del Camino de Santiago en España a «Caminos de Santiago de Compostela: Camino francés y Caminos del Norte de España», España envió como documentación un «Inventario Retrospectivo - Elementos Asociados» (Retrospective Inventory - Associated Components) en el que en el n.º 1233 figura la localidad de Belorado, con un ámbito de elementos asociados.

## Geografía

### Núcleos de población
- Eterna
- Puras de Villafranca: Se ha convertido en reclamo turístico por tres elementos singulares. Estos son la Dehesa de hayas, un parque natural con árboles centenarios y un fuerte valor ecológico; la cueva de Fuentemolinos, con cuatro kilómetros de desarrollo, la sexta en el mundo por sus características, preparada para la espeleología que presenta un conglomerado calcáreo con formaciones cásticas de hace 35 millones de años; y la última atracción turística, las minas de manganeso que fueron explotadas entre 1844 y 1968
- Quintanaloranco: Localidad situada en la provincia de Burgos, a 12 kilómetros de Briviesca. Celebra sus fiestas patronales el 7 de agosto, día de San Mamés, y las fiestas populares el último fin de semana del mes de agosto.
- Avellanosa de Rioja
- Loranquillo
- San Miguel de Pedroso: Hasta mediados del siglo XIX, cuando se integra en el municipio de Puras de Villafranca, era un pueblo independiente. Posteriormente, ya en los años 70, el municipio de Puras se une al término municipal de Belorado y San Miguel se convierte en una pedanía de este último Ayuntamiento. El río Tirón riega las tierras de San Miguel.

Los tres primeros fueron municipios independientes hasta los años 70. Los tres siguientes eran pedanías de los primeros respectivamente y a su vez habían sido independientes hasta el siglo XIX. En los años 90 se unió también el municipio de Castil de Carrias, que se quedó despoblado.

### Clima
Belorado tiene un clima Cfb (clima templado de verano suave sin estación seca) porque, aunque experimenta cierta sequía estival, no es lo suficiente pronunciada como para tener un clima Csb (clima mediterráneo de verano suave) según la clasificación climática de Köppen modificada, para lo cual haría falta que el mes más lluvioso del invierno fuera al menos tres veces más lluvioso que el mes más seco del verano.
| Parámetros climáticos promedio de Belorado en el periodo 1961-2000 | Parámetros climáticos promedio de Belorado en el periodo 1961-2000 | Parámetros climáticos promedio de Belorado en el periodo 1961-2000 | Parámetros climáticos promedio de Belorado en el periodo 1961-2000 | Parámetros climáticos promedio de Belorado en el periodo 1961-2000 | Parámetros climáticos promedio de Belorado en el periodo 1961-2000 | Parámetros climáticos promedio de Belorado en el periodo 1961-2000 | Parámetros climáticos promedio de Belorado en el periodo 1961-2000 | Parámetros climáticos promedio de Belorado en el periodo 1961-2000 | Parámetros climáticos promedio de Belorado en el periodo 1961-2000 | Parámetros climáticos promedio de Belorado en el periodo 1961-2000 | Parámetros climáticos promedio de Belorado en el periodo 1961-2000 | Parámetros climáticos promedio de Belorado en el periodo 1961-2000 | Parámetros climáticos promedio de Belorado en el periodo 1961-2000 |
| Mes | Ene.                                                               | Feb.                                                               | Mar.                                                               | Abr.                                                               | May.                                                               | Jun.                                                               | Jul.                                                               | Ago.                                                               | Sep.                                                               | Oct.                                                               | Nov.                                                               | Dic.                                                               | Anual                                                              |
| --- | ------------------------------------------------------------------ | ------------------------------------------------------------------ | ------------------------------------------------------------------ | ------------------------------------------------------------------ | ------------------------------------------------------------------ | ------------------------------------------------------------------ | ------------------------------------------------------------------ | ------------------------------------------------------------------ | ------------------------------------------------------------------ | ------------------------------------------------------------------ | ------------------------------------------------------------------ | ------------------------------------------------------------------ | ------------------------------------------------------------------ |
| Temp. media (°C) | 4.2                                                                | 5.4                                                                | 7.4                                                                | 9.9                                                                | 13.9                                                               | 18.0                                                               | 21.5                                                               | 20.9                                                               | 17.8                                                               | 12.9                                                               | 7.7                                                                | 4.9                                                                | 12.0                                                               |
| Precipitación total (mm) | 42.7                                                               | 40.5                                                               | 42.6                                                               | 64.2                                                               | 62.7                                                               | 50.8                                                               | 31.4                                                               | 27.0                                                               | 37.7                                                               | 38.6                                                               | 59.7                                                               | 48.1                                                               | 545.90                                                             |
| Fuente: Ministerio de Agricultura, Alimentación y Medio Ambiente. Datos de precipitación para el periodo 1961-2000 y de temperatura para el periodo 1961-1991 en Belorado 4 de octubre de 2012 |                                                                    |                                                                    |                                                                    |                                                                    |                                                                    |                                                                    |                                                                    |                                                                    |                                                                    |                                                                    |                                                                    |                                                                    |                                                                    |

## Historia
El origen de Belorado es celta, probablemente autrigón, como demuestra la arqueología y epigrafía (estelas, teselas hospitales, monedas), aunque se configura como villa en la Edad Media siendo frontera entre los reinos de Castilla y Navarra.
Era el paso natural del Valle del Ebro a la Meseta y para controlarlo se construyó, a comienzos de la Reconquista, el Castillo sobre un cerro a cuyo pie se trasladó la población que tuvo su origen al otro lado del río en época romana.
Las calles del casco antiguo, estrechas y tortuosas, con típicos pasadizos denotan la numerosa población que habitó dentro de sus murallas. Fue plaza fuerte del Cid, como dote de Fernando (primero conde de Castilla y luego rey de León), al casarse con Jimena. Hoy del castillo apenas queda un murallón terroso desde el que se divisa una bella panorámica.
El apogeo económico de Belorado fue temprano como cruce de caminos entre el valle agrícola y la sierra ganadera, entre reinos distintos que favorecían a la villa para atraerla.
En el siglo X, el primer conde castellano independiente, como agradecimiento a que en Belorado le libraron de los hierros con que le tenían preso el Rey de Navarra (como dice el poema de Fernán González), concedió a la villa el privilegio de celebrar mercado los lunes costumbre que anima todavía la plaza Mayor porticada.
En 1116, Alfonso I el Batallador (rey navarro-aragonés), le concedió el fuero y entre los privilegios que recoge, le permite celebrar una feria que es la más antigua documentada en la historia de España; para entonces ya era importante la Judería al pie del Castillo cuyo barrio El Corro conserva un aire pintoresco.
Su desarrollo fue en aumento y a principios del siglo XIII, en el reinado de Alfonso VIII, por privilegio real pudo el Concejo de la Villa usar sello que legitimara sus documentos. Su apogeo previció a lo largo del siglo XIII potenciada especialmente por Alfonso X el Sabio que en sus estancias en la Villa le hizo importantes donaciones.
Pedro I de Castilla, llamado el Cruel por sus detractores y el Justiciero por sus partidarios, agradeció a los moradores de la villa, su apoyo en la guerra pero tras su muerte la nueva dinastía castigó a la villa que perdió su carácter realengo y especialmente a la judería a quien fue gravando con impuestos y trabajos cada vez más humillantes provocando su diáspora a la decadencia de Belorado.
Los Reyes Católicos con su decreto de expulsión acabaron por arruinarla. No obstante quedaron adineradas familias de conversos pues aquí nació Simón Ruiz Embito, banquero de Felipe II.

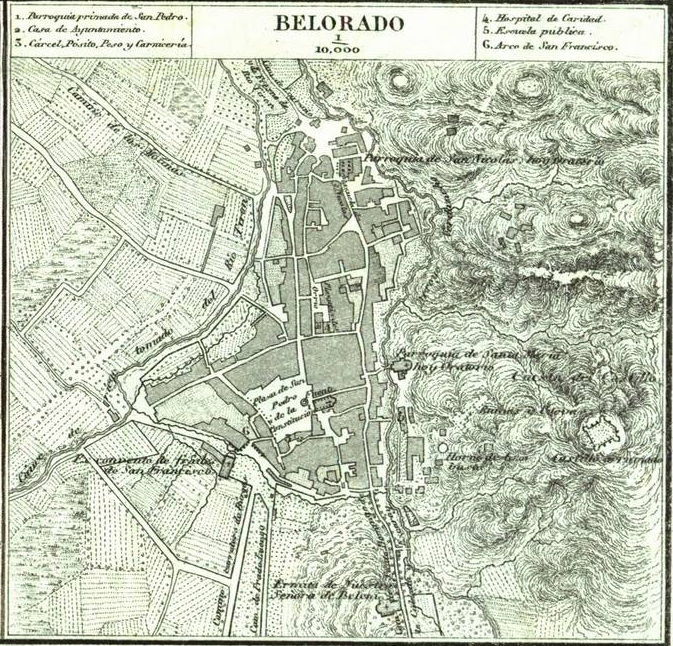
Mapa de la localidad publicado en 1868 realizado por Francisco Coello

Si los Reyes potenciaron la villa en la Edad Media, en la Edad Moderna, Belorado perteneció al Señorío de los Condestables de Castilla contando con importantes familias nobiliarias que destacaron en expediciones a América, en las letras (beliforano fue el preceptor de las hijas de Felipe II), y en las ciencias (Hipólito Ruiz López dirigió en el siglo XVIII una expedición científica para estudiar la flora americana).

## Demografía
Belorado cuenta con una población de 1836 habitantes (INE 2024).
| Gráfica de evolución demográfica de Belorado entre 1842 y 2021 |
| |
| Población de derecho según los censos de población del INE Población de hecho según los censos de población del INEEntre el censo de 1981 y el anterior, crece el término del municipio porque incorpora a Eterna, Puras de Villafranca y Quintanaloranco. Entre el censo de 1991 y el anterior, crece el término del municipio porque incorpora a Castil de Carrias. |

A la caída del Antiguo Régimen queda constituida como ayuntamiento constitucional del mismo nombre en el partido Belorado, región de Castilla la Vieja, contaba entonces con 1807 habitantes.
Entre el censo de 1981 y el anterior incorpora a Eterna (09126), Puras de Villafranca (09278) y Quintanaloranco (09285). Entre el censo de 1991 y el anterior, incorpora a Castil de Carrias (09080).
La capital del municipio es Belorado, aunque el resto del municipio comprende tres Entidades Locales Menores: que son Eterna, Puras de Villafranca y Quintanaloranco y cuatro localidades: Avellanosa de Rioja, Castil de Carrias, Loranquillo y San Miguel de Pedroso.

## Economía
La estructura económica de la localidad presenta una baja actividad industrial, con una gran dependencia del sector primario, la administración pública y, en menor medida, la construcción. A nivel general, el sector primario ocupaba a una importante parte de los trabajadores. En los últimos años, la importancia del sector servicios ha crecido de forma exponencial, todo ello ligado al turismo rural del Camino de Santiago, que discurre por la localidad.

### Sector primario
Agricultura
La comarca de La Riojilla Burgalesa y por consiguiente, Belorado, se encuentran en una zona de alta producción cerealística, siendo el trigo y la paja del mismo su cultivo casi exclusivo, junto con otros con menor presencia de leguminosas y girasol para fomentar la rotación de cultivos.
Ganadería
En la práctica no existe ganaderías en la localidad.

### Sector secundario
En la localidad existen dos fábricas de pieles.

### Sector terciario
El sector servicios es el más importante en el conjunto de la economía local. El turismo cultural tiene un gran peso dentro del sector servicios de la localidad debido a ser lugar de paso del Camino de Santiago. Así, en marzo de 2023, la localidad contaba con un albergue municipal, que está abierto todo el año, cinco albergues privados, dos hoteles y una pensión. Dispone de cuatro bares-restaurantes y ocho bares.

## Transporte y comunicaciones

### Regulación del tráfico urbano
El artículo 7 de la Ley sobre Tráfico, Circulación y Seguridad Vial atribuye a los municipios unas competencias suficientes para permitir, entre otras, la inmovilización de los vehículos, la ordenación y el control del tráfico y la regulación de sus usos.

### Red viaria
Por otra parte, la Nacional 120 pasa directamente por la localidad.

### Inspección técnica de vehículos
El municipio dispone de una Inspección técnica de vehículos (ITV) que da servicio a la localidad de Belorado y a las localidades cercanas.

### Transporte público

#### Autobús
Existe dos paradas de autobús, una en dirección Burgos y otra en dirección Logroño.

#### Aeropuerto
Los aeropuertos más cercanos son el aeropuerto de Logroño-Agoncillo y el aeropuerto de Burgos.

#### Servicio de Taxi
Belorado cuenta con cuatro taxis.

## Equipamientos y servicios

### Educación
La oferta educativa de la localidad se concretaba, a nivel público, en un centro de educación infantil y primaria. Esta unidad escolar estaba gestionada por la Consejería de Educación de la Junta de Castilla y León, a través de la Dirección Provincial de Educación de Burgos.
Para realizar la enseñanza secundaria, los estudiantes disponen del IES Hipólito Ruiz López situado en la misma localidad.
El municipio cuenta con una guardería pública. 
Dispone también de una biblioteca pública.

### Sanidad
El sistema sanitario de la localidad se ofrece gracias a las prestaciones del Sistema Nacional de Salud, gestionado por Sacyl (Sanidad Castilla y León). Dispone de un centro de salud en el cual se centraliza la zona básica de salud homónima y que dispone también de servicio de urgencia por las tardes, noches y fines de semana.
El municipio cuenta además con una farmacia y dos dentistas.

### Seguridad ciudadana
Belorado se encuentra dentro del ámbito de jurisdicción del puesto que la Guardia Civil tiene situado en el pueblo. Este departamento se encarga de velar por la seguridad ciudadana, tanto en relación con la delincuencia como al mantenimiento del orden.

### CEAS
El Centro de Acción Social es la unidad básica de atención a toda la población en materia de Servicios Sociales y el de Belorado depende de la Excma. Diputación Provincial de Burgos ya que el municipio es menor a 20.000 habitantes. 
A través del Ceas se prestan servicios de Información y Orientación, Servicios de Apoyo a la Familia y Convivencia y servicios de Animación Comunitaria.
El Centro de Acción Social de Belorado está formado por el equipo de Acción Social Básico con dos Trabajadoras Sociales y una Técnico en animación comunitaria, el equipo de Acción Social Específico y de apoyo a Ceas, el equipo de Apoyo a Familias y el de protección de menores en situación de riesgo o desprotección en pro de preservar la integridad familiar.

### Combustible
El abastecimiento de combustibles derivados del petróleo (gasolina y gasóleo) se realiza a través de una gasolinera que hay en las afueras del pueblo. Actualmente la gasolinera que se sitúa en el casco urbano está cerrada.

## Cultura

### Patrimonio

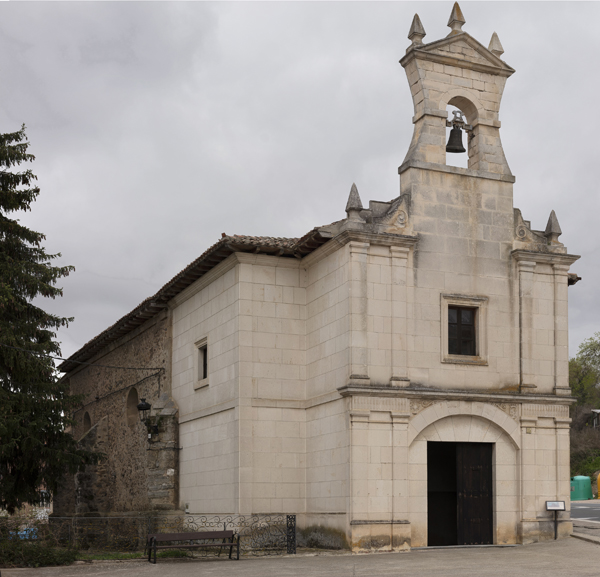
Ermita de Nuestra Señora de Belén

- Iglesia de Santa María, con interesantes sepulcros. Es de destacar la capilla jacobea que tiene un buen retablo del siglo XVI.
- Iglesia de San Pedro, del siglo XVII.
- Ermita de Nuestra Señora de Belén, único vestigio del antiguo hospital de Peregrinos. Fue reconstruida en el siglo XVIII.
- Hospital de San Lázaro de la Misericordia, el cual fue derruido en la década de 1980, para ser sustituido por dotaciones para el municipio.
- Convento de San Francisco, hoy convertido en viviendas. Fue fundado en 1250. Aquí se detuvo San Bernardino de Siena en su peregrinaje a Santiago de Compostela.
- Convento de Nuestra Señora de Bretonera, del siglo XVI. Lo habitan las monjas clarisas.
- Plaza Mayor, de aspecto típicamente castellano, asoportalada.
- Restos del antiguo castillo,[8][9] que fue una importante fortaleza fronteriza con Navarra y de la antigua muralla[10] del pueblo.
- Cuevas de San Caprasio. La leyenda cuenta que fue aquí donde se retiró a hacer vida de ermitaño éste santo.
- Puente de "El Canto". Belorado cuenta también con un puente, camino ya de Burgos, de nueva construcción.

En la antigüedad a escasos metros del actual aguas arriba, había otro del que se conservan  algunos arcos en los extremos y donde se puede observar el tipo de construcción. Contaba con una caseta de arbitrios. Según la tradición mandado reconstruir por Alfonso VI a Santo Domingo de la Calzada que fue ayudado por el santo constructor por excelencia, San Juan de Ortega. Sus fundamentos pueden ser de época romana aunque en la actualidad apenas son visibles. Tenía once arcos desiguales y fue derribado en su parte central para realizar el paso de la actual carretera.
- Conjunto minero de Puras de Villafranca. Declarado B.I.C. (Bien de Interés Cultural) en febrero de 2011. Se trata del único yacimiento visitable turísticamente en España. Hay muchas explotaciones de manganeso en España, también hay muchos yacimientos mineros que se han recuperado para su uso y disfrute turístico pero no de manganeso.
- Museo de Radiocomunicación Inocencio Bocanegra. Alberga una de las mejores colecciones públicas de radio de toda Europa. Podremos darnos un paseo a lo largo de la segunda mitad del siglo XX e incluso periodos anteriores como la Segunda Guerra Mundial. Podremos recorrer la reconstrucción de una trinchera de la Primera Guerra Mundial que se ha convertido, gracias al Regimiento número 1 de ingenieros de Castrillo del Val, en la más grande de Europa.

### Teatro
El municipio dispone de un teatro municipal inaugurado por S.M. la Reina doña Sofía el 17 de junio de 1998. En él, se representan funciones de teatro y los fines de semana y algunas fiestas (carnaval, año nuevo, etc.) se proyectan películas.

### Museo de la Radio Comunicación
Situado en pleno casco urbano, se trata del género en todo el territorio nacional. Alberga una completa colección de maquinaria de radiocomunicaciones procedente de diversos lugares del mundo. El 14 de diciembre de 2013 se presentaba el informe que justificaba que lujo de los decorados con los que cuenta el Museo, una recreación de una trinchera de la Primera Guerra Mundial, es el más grande que existe en Europa.
El edificio que lo alberga también es singular ya que se trata del único silo restaurado íntegramente en España. Hay otros espacios de almacenamientos acondicionados, transformados, rehabilitados, etc. pero ninguno que conserve íntegramente todos sus mecanismos y pueda interpretarse tan detalladamente su función.

### Fiestas
Las fiestas patronales de San Vitores se celebran el 26 de agosto y las fiestas de Gracias son el primer fin de semana de septiembre.
La fiesta de la patrona, la Virgen de Belén, es el 25 de enero.
El primer día de fiesta se arranca con el Chupinazo, una serie de petardos que inauguran las fiestas de dicho año.
Seguidamente, las peñas desfilan con la banda de Belorado por todo el pueblo.
El día 25 se proclama a la reina de las fiestas, a las damas y a la dama veraneante. Durante todas las fiestas son muy conocidos y seguidos por los jóvenes los pasacalles nocturnos, animados por la banda municipal.
A lo largo de las fiestas las damas y la reina presencian todos los actos (misas, toros, fútbol sala) acompañadas de la corporación del Ayuntamiento.
También es tradición celebrar la entrada de marzo en la plaza Mayor, donde se reúnen hombres del pueblo para cantar.

### La danza
En 1616 los regidores de la ciudad de Burgos acuerdan llevar para las fiestas de la capital danzas de La Rioja, entre ellas de Belorado. Así queda reflejado en el archivo municipal de Burgos:

“que se procure aya danças, ynvinciones de diferentes maneras y que ynbien por las danças a la Rioxa, Belorado, Santo Domingo, Çereço y otros lugares y que bengan algunos bailarines y musicos; lo quarto, que aya cachidiablo y que le vistan de nuebo.”

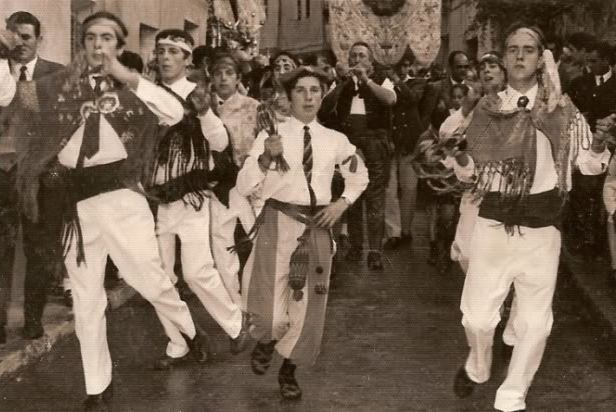
Danzadores beliforanos de principios del

Belorado y su comarca tienen una profunda personalidad que se expresa a través de su danza. Hay una razón profunda, una especie de honor aldeano, un orgullo de ser danzador. Se siente en el pueblo.
La danza de Belorado y su comarca posee además de un genuino contenido estético, suficientes elementos como para considerarla un “hecho social”. En ella se encuentra el mejor emblema de la identidad comarcal. Desde hace al menos cuatrocientos años la danza ha formado parte de los rituales festivos de Belorado. De su importancia dentro de la vida ceremonial de la villa deja constancia la existencia de un cargo municipal, el diputado de danzas, encargado de enseñar el baile a los jóvenes danzadores. Un aspecto de la cuestión, en absoluto desdeñable, es la estimación monetarizada que de los danzadores ha tenido el grupo social que los ha sustentado: el pueblo.
La danza se manifiesta como eje fundamental de las fiestas desde el momento mismo del inicio. Hasta los años y tras la notificación festiva, las cuadrillas de mozos interesadas en coger la danza subían al salón de juntas del ayuntamiento donde tenía lugar su remate en pública subasta. Hoy el método de asignación ha sido sustituido por el habitual y aséptico procedimiento del pliego cerrado. A partir de ese momento la cuadrilla ganadora, generalmente un grupo de amigos, comienza el adiestramiento bajo la dirección de un maestro, un antiguo danzador.
Entre los protagonistas de la danza y su audiencia, en principio todo el vecindario, se establece también una relación de tipo pecuniario a través de la petición de propinas. Así el viernes, el día grande de la fiesta, se pide a la entrada de la misa mayor a las mozas y por la tarde a los hombres a la puerta de los cafés. La cuestación dirigida a las mamas de casa se reserva para el domingo por la mañana cuando danzantes y gaiteros recorren bailando las calles de la población mientras por la tarde se pide a los forasteros.
La danza procesional de Belorado se escenifica exclusivamente en las fiestas de Gracias, el primer fin de semana de septiembre. En el mediodía de la víspera, la presencia de los gaiteros en la plaza Mayor, bajo el balcón del ayuntamiento, funciona por sí sola como elemento desencadenante de un tiempo diferente. Expuestos a los ojos de un público del que forman parte, los danzadores, si son noveles, viven entonces la experiencia decisiva de su transformación en mozos. Dispuestos en dos líneas enfrentadas de cuatro danzadores cada una, esperan expectantes la señal sel cachibirrio para iniciar el baile. La actuación de los danzadores se inicia la víspera de las fiestas, un jueves, con el Arranque: un emotivio acto civil que hace congregar a toda la colectividad beliforana. En estos momentos se ha iniciado el protocolo para su declaración como Bien de Interés Cultural (B.I.C.) regional. Como todas las demás danzas, comienza con una melodía, la entradilla, que funciona como llamada de atención para los bailarines y se concreta en un salto con los pies juntos.
Posteriormente siguen con un paso rítmico y uniforme girando alternativamente a un lado y otro y tocando simultáneamente los pitos. Las tonadas de los pasacalles,a pesar de su variedad, tienen todas una clara connotación militar.

“Que debiendo mostrar esta Villa su Gratitud y reconocimiento a los señalados veneficios que ha recibido de la mano liveralisima de Dios por intercesión de la Soberana Reyna de los Ángeles, María Ssma de Velen, su Madre y nuestra Protectora y Abogada, particularmente en haber conseguido esta villa y sus vecinos una cosecha decente, librando los frutos de todo infortunio, y de otras calamidades que se han padecido en otros pueblos y comarcas; acordaron se den las mas rendidas Gracias; con función de Yglesia, en el dia veintisiete del corriente, a la ora señalada por costumbre, pasando el aviso político al Venerable Abad y Cavildo de las tres Yglesias parroquiales unidas de ella, afin de qe después de celebrar la Misa Solemne en la de Santa María, con sermón y demás aparato y culto acostumbrado, se traslada la Ymagen del Trono de ella a la Ermita de Nra Sra de su titulo de Belen; y que al dia siguiente que se contaran veintiocho del mismo en celebridad y regocijo de la misma, se tenga una novillada, y por la noche se expidan cohetes, y otros fuegos hasta en cantidad de cinquenta pesos, que se suplirán de los caudales ppcos; como así el coste de la chirimía y danza, según se ha practicado en años anteriores. Así lo acordaron y firmaron de qe doy fe”

El pasacalles y los troqueaos son similares a los de las localidades próximas de la C.A. de La Rioja.
Un viernes por al tarde, en septiembre, los danzadores acometen la doble tarea de celebrar en nombre de la colectividad la recolección de los frutos y la de conmemorar el comienzo de un nuevo ciclo agrícola. La danza combina así las circunstancias históricas y humanas de cada cosecha con la temporalidad de los ciclos estacionales. La procesión se inicia con la salida de las imágenes de la iglesia de Santa María, al pie de las ruinas del castillo y los sucesivos saludos, los vivas, y bailes a cada una de ellas. En último lugar abandona el templo al Virgen de Belén y su presencia es saludad con los habituales toques de campana, cohetes y marchas triunfales. En un clima de gran seriedad los danzadores dedican dos bailes a la Virgen, uno de ellos, invariablemente, la Bailada y tras su interpretación secundan los fritos del cachiburrio: Viva la Virgen de Belén, Viva la Panaderota corriendo y saltando hacia la imagen de la patrona. Obedeciendo una señal del cachiburrio y al inmediato sonido de las gaitas se pone en marcha el interminable cortejo procesional, con los danzadores bailando sin interrupción a los acordes invariables, monótonos, de la melodía del pasacalles. El ritual exige además que los danzadores acompasen su marcha a la, más lenta, de los porteadores de las imágenes por lo que, con demasiada frecuencia, se ven obligados a volver a su busca. Al pasar la comitiva por las plazas de San Nicolás y Mayor se repite la secuencia anterior y al llegara la ermita, fuera ya de los muros protectores de la vieja muralla, se interpreta el catálogo completo de los bailes. Aquí se renuevan los acostumbrados vítores a los santos en una apoteosis de saltos y carreras. Tras dos horas de procesión y la escenificación de veinte bailes, la Virgen queda acogida a su ermita propiciando, tal vez, la llegada de una nueva primavera.
Interesa dejar constancia ahora de que a lo largo del desarrollo procesional se bailan exclusivamente danzas de pitos (el término podría tener su origen en el nombre “piteros”, con que fueron conocidos en la comarca los tamboriteros) y que solamente al final del traslado se ponen en práctica las coreografías de las tres en que los danzadores utilizan palos, los famosos truquiaus.
Sabemos también que a lo largo de la dilatada historia de la danza de Belorado se ha producido una notable disminución en sus actuaciones festivas. A este respecto conocemos que hasta el siglo XVIII los danzadores bailaban además durante los días de los patronos locales, San Juan y San Vitores.
Entretanto, en los últimos años se ha recuperado la costumbre de danzar dentro de la iglesia el día de la víspera. En este sentido, y por una vez, el peligroso intervencionismo practicado sobre los aspectos más vendibles de la cultura popular se ha mostrado afortunado a devolver a la danza un ámbito propio y confuso que mezclaba lo profano y lo sagrado. La tradición desapareció como consecuencia de la famosa Real Orden de 1780 por la que Carlos III prohibía el concurso de las danzas dentro de las iglesias, aunque anteriormente, en 1756, el abad de San Millán ya había desautorizado danzar, jugar y comer dentro de la iglesia del priorato de San Miguel de Pedroso.
Las danzas beliforanas se dividen en dos tipos: de pitos y de palos o troqueaos
- Bailes de pitos

Los Brincos, El Pelele, Las Callejas, La Cascabelada y La Bailada.
- Troqueaos

Las Ovejitas, La Susana y El Herrador.
Aunque los modelos coreográficos presentan notables semejanzas, es fácilmente constatable que en los números de palos el grado de teatralización es mayor, o al menos más evidente con las claves interpretativas manejadas por los modernos espectadores.
El traje de danzador ha sufrido un claro proceso de empobrecimiento, hasta el punto de que su vestimenta coincide esencialmente con la de cualquier varón endomingado en los años cuarenta: el pantalón del domingo, la camisa blamca, la faja y las alpargatas de los días señalados, y como únicos elementos distintivos el pañuelo de colores en la cabeza, las bandas que cruzan el pecho y los lazos anudados en los brazos. En las poblaciones importantes, Cerezo y Belorado, se produjo, ya antes del comienzo del siglo XX, la sustitución de las sayas por pantalones blancos y se cambiaron las bandas de colores por los usuales mantones de Mnaila que traían los quintos desde plazas del norte de África. Curiosamente en Belorado la indumentaria destaca todavía la distinción entre la víspera y los demás días festivos ya que, en la jornada previa, los danzadores visten, digamos, de calle.
En Belorado el cachibirrio viste con unos pantalones abombados de colores vivos, rojo y amarillo, una faja faltriquera de lana para guardar el dinero y una boina cruzada por una cinta. En el siglo XVII, el cachibirrio beliforano cubría su cabeza con un capirote. Su indumentaria sigue siendo claramente uno de los aspectos de su variada personalidad: el de payaso, el de bufón medieval. Pero también porta el atributo de la realeza, de los personajes capacitados para administrar justicia: el cetro, la fusta de tiras de cuero, en otros pueblos el rabo disecado de un toro.

### Semana Santa
En Belorado se celebra todos los años la Semana Santa con procesiones el Domingo de Ramos,  Jueves Santo y el Viernes Santo. El Sábado Santo hay laudes y vigilia pascual.

### Cebolla Rock
El Cebolla Rock es un festival que se hace el primer fin de semana de agosto.

## Deporte
En Belorado existe el Club Deportivo Belorado. En la temporada 2023/2024 milita en la Primera División Regional Aficionados de Castilla y León. Fue fundado en 1974.
La localidad dispone de un polideportivo, piscinas y un gimnasio.